# 1557
1557 је била проста година.

## Догађаји

### Непознат датум
- Обнова Пећке патријаршије. Борба за обнову Пећке патријаршије успешно је окончана, избором српског патријарха Макарија, који је био рођак Мехмед-паше Соколовића.

## Смрти

### Фебруар
- 1. септембар — Жак Картје, француски истраживач